# لوکا زینگارتی
لوکا زینگارتی (ایتالیایی: Luca Zingaretti؛ زادهٔ ۱۱ نوامبر ۱۹۶۱) یک هنرپیشه اهل ایتالیا است. وی از سال ۱۹۸۴ میلادی تاکنون مشغول فعالیت بوده‌است.
از فیلم‌ها یا برنامه‌های تلویزیونی که وی در آن نقش داشته است می‌توان به تو می‌خندی، روزهای ترک و جدایی، نیمه ابری همراه با طلسم‌های آفتابی و آستریکس و اوبلیکس: خدا حافظ خاک بریتانیا اشاره کرد.